# جورج إي. ويرينغ جونيور
جورج إي. ويرينغ جونيور (بالإنجليزية: George E. Waring, Jr.)‏ هو كاتب ومهندس أمريكي، ولد في 4 يوليو 1833 في باوند ريدج ‏ في الولايات المتحدة، وتوفي في 29 أكتوبر 1898 في نيويورك في الولايات المتحدة بسبب حمى صفراء.